# Valverde de Valdelacasa

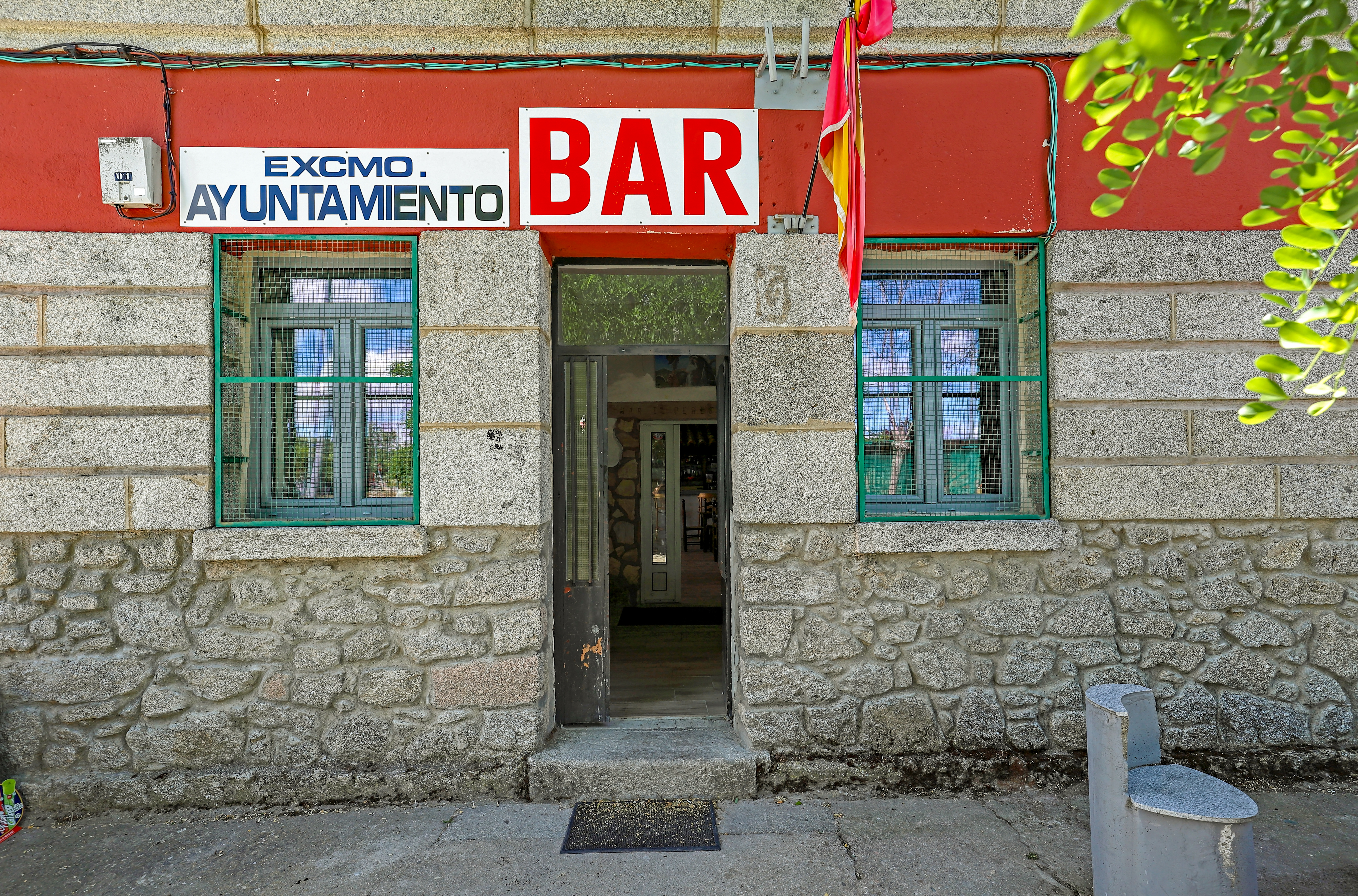
Casa consistorial

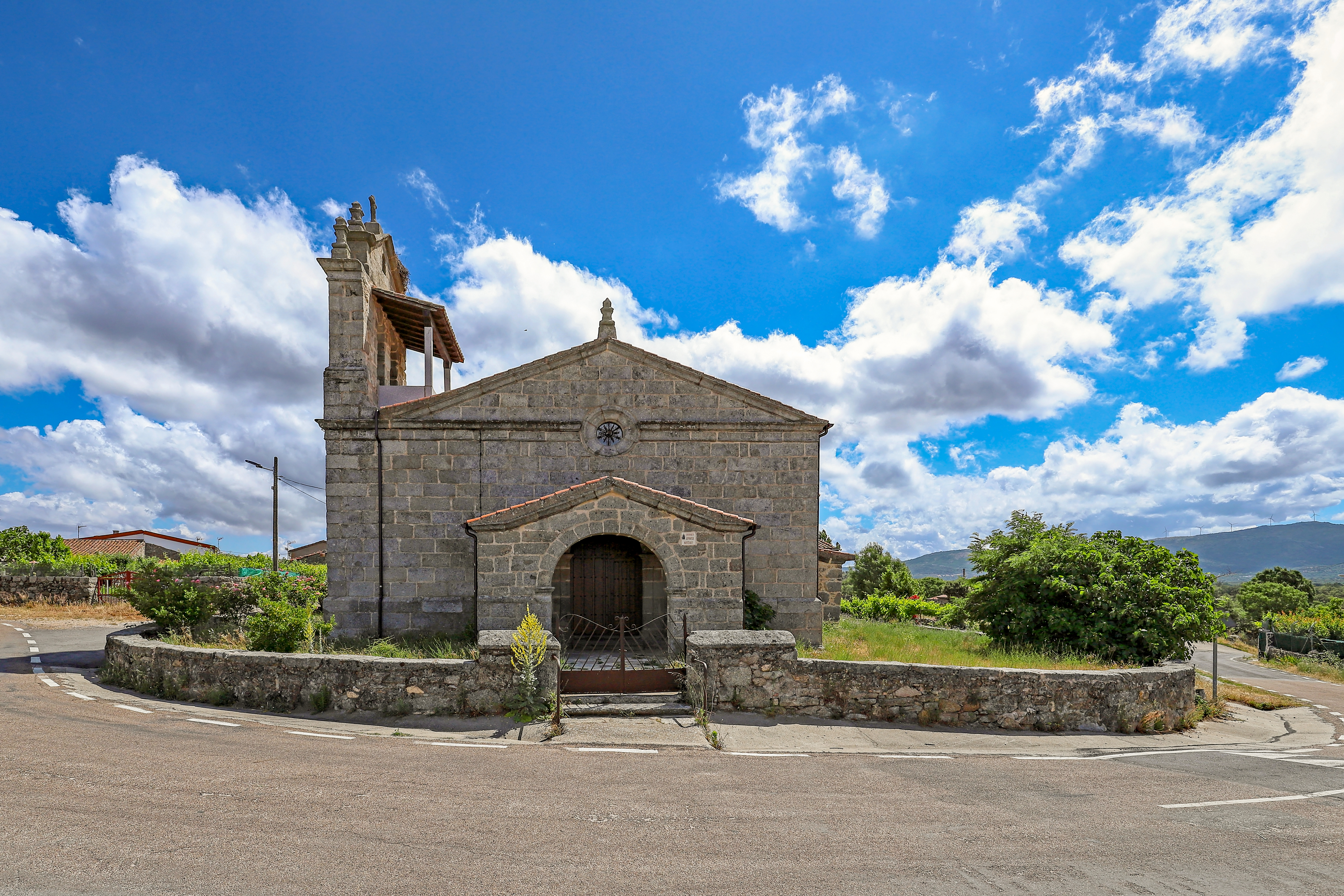
Iglesia parroquial Santiago El Mayor

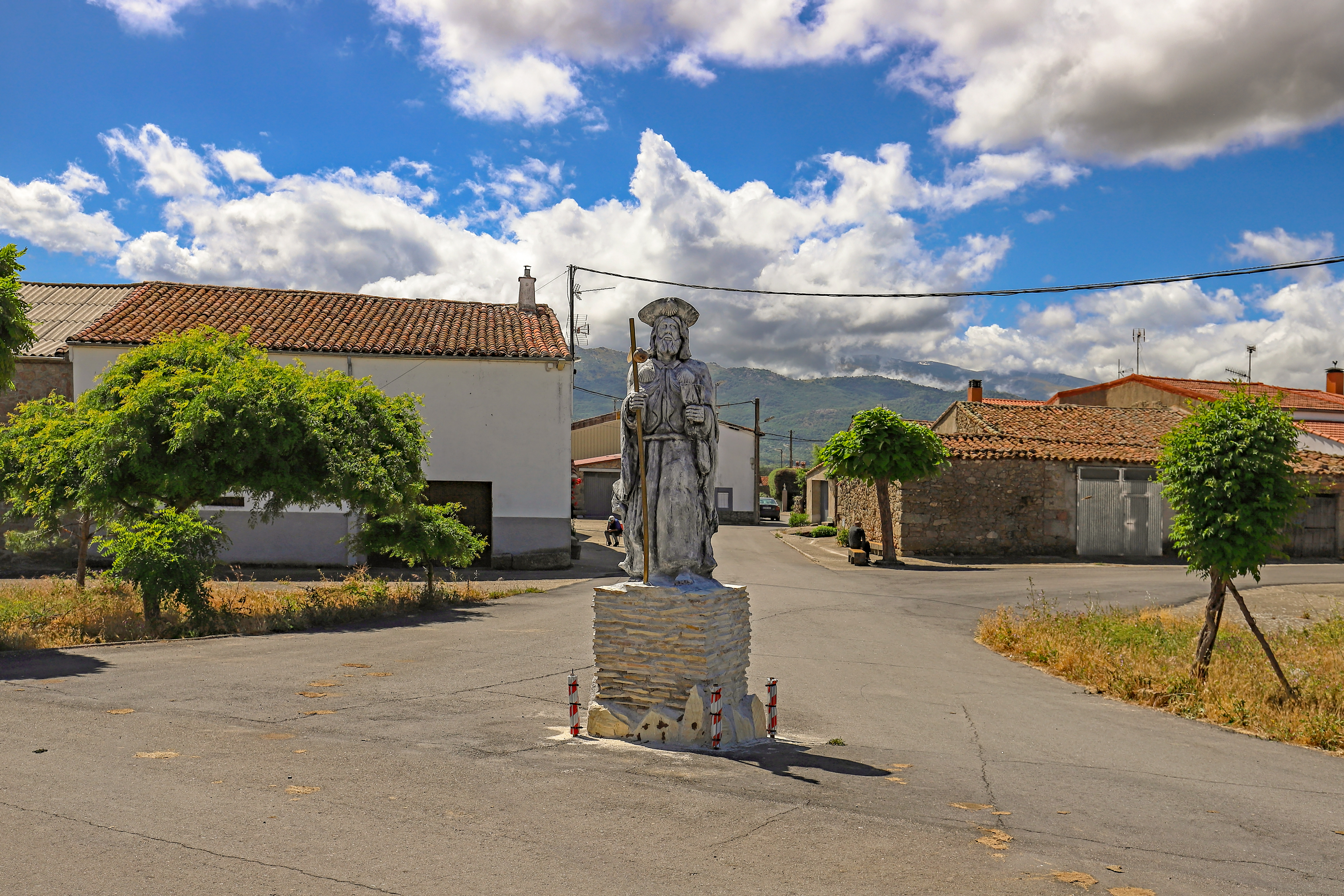
Monumento al peregrino

Valverde de Valdelacasa es un municipio y localidad española de la provincia de Salamanca, en la comunidad autónoma de Castilla y León. Se integra dentro de la comarca de la Sierra de Béjar. Pertenece al partido judicial de Béjar.
Su término municipal está formado por un solo núcleo de población, ocupa una superficie total de 7,59 km² y según los datos demográficos recogidos en el padrón municipal elaborado por el INE en el año 2017, cuenta con una población de 76 habitantes.

## Historia

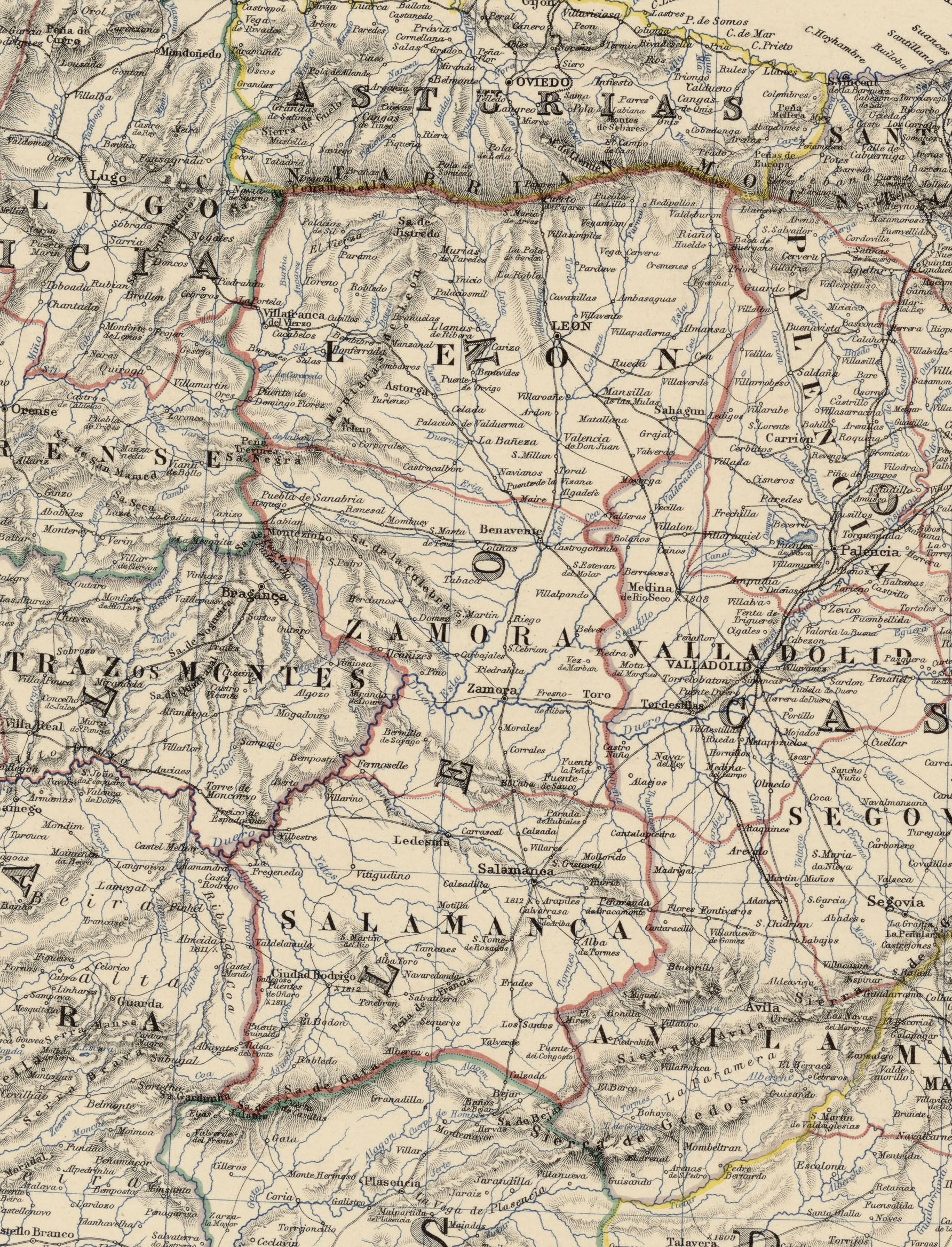
Detalle del mapa Spain & Portugal, realizado en 1864 por Keith Johnston, en el que se puede observar Valverde.

Su fundación puede datarse en las repoblaciones medievales; y tras la muerte de Alfonso VII de León pasó a formar parte del concejo castellano de Ávila, pasando Valverde a ser una localidad fronteriza, pues de hecho, el límite en esta zona entre los reinos de León y Castilla quedó situado en la Vía de la Plata, coincidente a su paso por Valverde con la actual Calle Real de la localidad. Después de la creación de la Comunidad de Villa y Tierra de Béjar, en 1209, Valverde de Valdelacasa, entonces simplemente "Valverde", pasó a formar parte de la misma.
En 1396 Béjar y su territorio  pasó de a manos de los Zúñiga, lo que facilitó que  a partir de 1425 perdiera su voto en Cortes y que pasara a depender de Salamanca en ese aspecto. Así, Valverde pasó a formar parte del Reino de León, en el que se ha mantenido desde las divisiones territoriales de Floridablanca, de 1785; y en la de Javier de Burgos de 1833, por la que se crean las actuales provincias. Es en virtud de esta última cuando Valverde de Valdelacasa queda integrada en la provincia de Salamanca, dentro de la Región Leonesa.

## Demografía
Valverde de Valdelacasa cuenta con una población de 57 habitantes (INE 2024).
| Gráfica de evolución demográfica de Valverde de Valdelacasa entre 1857 y 2021                                       |
| |
| Población de derecho según los censos de población del INE Población de hecho según los censos de población del INE |

Según el Instituto Nacional de Estadística, Valverde de Valdelacasa tenía, a 31 de diciembre de 2018, una población total de 74 habitantes, de los cuales 43 eran hombres y 21 mujeres. Respecto al año 2000, el censo refleja 74 habitantes, de los cuales 37 eran hombres y 37 mujeres. Se trata de uno de los pocos municipios de la provincia en los que, durante este periodo, la población no desciende, sino que se mantiene, cambiando sólo la proporción entre hombres y mujeres.

## Administración y política
| Partido político                         | 2019  | 2019  | 2019       | 2015  | 2015  | 2015       | 2011  | 2011  | 2011       | 2007  | 2007  | 2007       | 2003  | 2003  | 2003       |
| Partido político                         | %     | Votos | Concejales | %     | Votos | Concejales | %     | Votos | Concejales | %     | Votos | Concejales | %     | Votos | Concejales |
| Partido Popular (PP)                     | 69,44 | 25    | 2          | 60,00 | 39    | 2          | 66,67 | 22    | 2          | 76,19 | 32    |            | 70,83 | 34    | 1          |
| Partido Socialista Obrero Español (PSOE) | 22,22 | 8     | 1          | 38,46 | 25    | 1          | 24,24 | 8     | 1          | 23,81 | 10    | 0          | 22,92 | 11    | 0          |